# 下久野駅
下久野駅（しもくのえき）は、島根県雲南市大東町下久野にある、西日本旅客鉄道（JR西日本）木次線の駅である。愛称は「動動」（あよあよ）。

## 歴史
- 1932年（昭和7年）12月18日：鉄道省木次線木次駅 - 出雲三成駅間開通時に開設[1]。
- 1971年（昭和46年）10月1日：国鉄職員による乗車券発売停止[2]、手小荷物扱い廃止[3]。[4]
- 1987年（昭和62年）4月1日：国鉄分割民営化に伴い、JR西日本の駅となる[1]。
- 2008年（平成20年）：「花ももステーション」による駅管理開始[5][6]。

## 駅構造
備後落合方面に向かって左側に単式ホーム1面1線を有する地上駅（停留所）。以前は島式ホーム1面2線であったが、駅舎寄り1線は撤去された。
木次鉄道部管理の簡易委託駅。地元・下久野地区の住民グループ「花ももステーション」が駅を管理している。駅舎とホーム間にある線路跡地を畑として利用し、駅ナカ農園として野菜を栽培している。

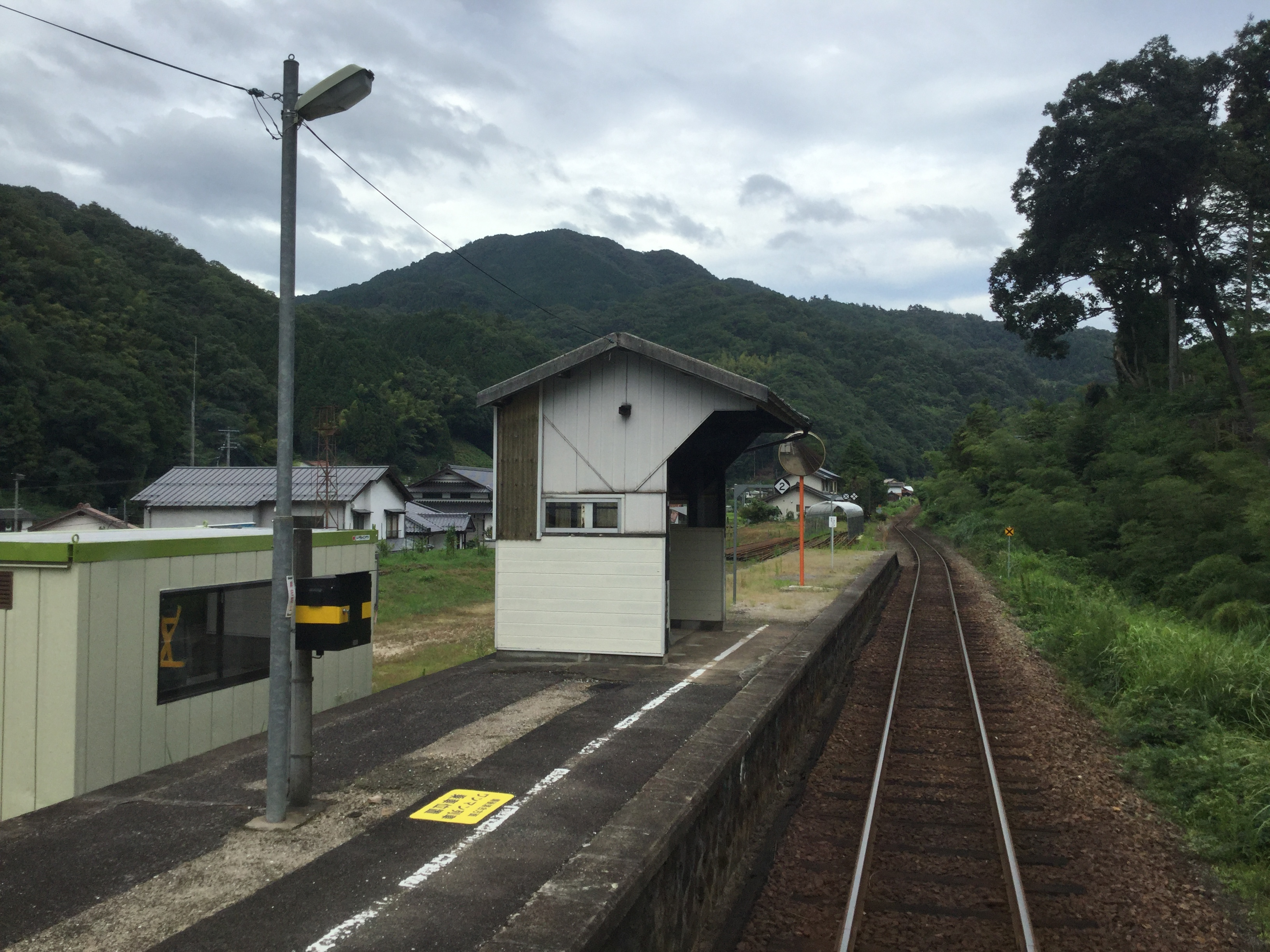
ホーム（2019年8月、駅舎側の線路跡にはプレハブ小屋が建つ）
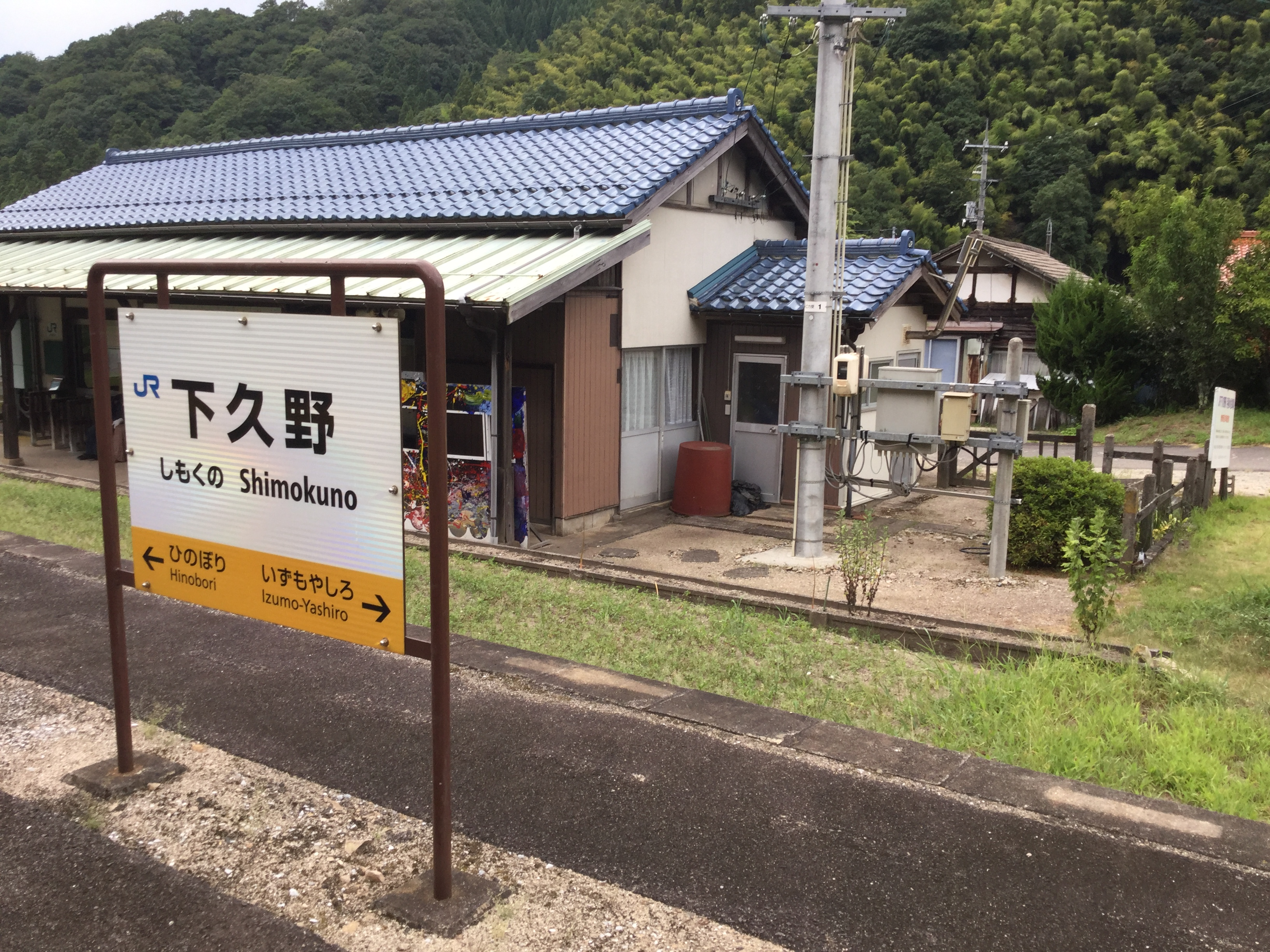
ホームから駅舎を眺める（2019年8月）

## 利用状況
近年の1日平均乗車人員の推移は以下の通り。なお、1994年度は35人、1984年度は43人だった。
| 乗車人員推移 | 乗車人員推移 |
| 年度         | 1日平均人数  |
| ------------ | ------------ |
| 1999         | 21           |
| 2000         | 16           |
| 2001         | 7            |
| 2002         | 7            |
| 2003         | 7            |
| 2004         | 9            |
| 2005         | 10           |
| 2006         | 10           |
| 2007         | 8            |
| 2008         | 6            |
| 2009         | 6            |
| 2010         | 3            |
| 2011         | 2            |
| 2012         | 3            |
| 2013         | 3            |
| 2014         | 3            |
| 2015         | 2            |
| 2016         | 1            |
| 2017         | 3            |
| 2018         | 4            |
| 2019         | 4            |
| 2020         | 2            |
| 2021         | 1            |
| 2022         | 3            |

## 駅周辺
東西に延びる久野川の細い谷に位置する。駅は久野川南岸に置かれ、対岸を島根県道45号安来木次線が通る。駅と島根県道45号線との間を結ぶ島根県道216号下久野停車場線は下久野橋で久野川を渡る。

### バス路線
島根県道45号線沿いに雲南市民バスの「JR下久野駅前」停留所があり、阿用・久野線のバスが経由する。

## 隣の駅
西日本旅客鉄道（JR西日本）
 木次線
日登駅 - 下久野駅 - 出雲八代駅

#### 統計資料
1. ↑  “島根県統計書”. しまね統計情報データベース.   島根県政策企画局. 2025年2月5日閲覧。